# Plague Inc.
A Plague Inc. egy valós idejű stratégiai játék, melyet 2012-ben adtak ki iOS és Android platformokra, majd 2015-ben Windows Phone-ra is megjelent. A játékos egy betegséget irányít, mellyel az egész világot meg kell fertőzni. Természetesen az országok vezérei nem hagyják ezt, és ellenszert kezdenek fejleszteni, ha észreveszik a betegséget(el lehet kerülni, ha tünetmentes). Ha 100 százalékra kifejlesztik az ellenszert, akkor a betegség "eltűnik" és a játékos veszít. A játékot a brit "Ndemic Creations" stúdió készítette. Később Linux, Windows, Xbox One és PlayStation 4 platformokra is megjelent, "Plague Inc: Evolved" címmel. A játék pozitív kritikákat kapott, az IGN például 10-ből 7 pontra értékelte. Társasjáték is készült a videójáték alapján.